# بيرت هابارد
بيرت هابارد (بالإنجليزية: Bert Hubbard)‏ هو سباح متزامن ومؤرخ أمريكي، ولد في 29 يونيو 1927 في ديترويت في الولايات المتحدة.